# Налибокский сельсовет
Налибо́кский сельсовет (бел. Налі́бацкі сельсавет) — административная единица на территории Столбцовского района Минской области Беларуси. Административный центр — агрогородок Налибоки.

## Географическая характеристика
Общая площадь территории сельсовета составляет более 352 км², расположен в северо-западной части Столбцовского района Минской области. На юге Налибокский сельсовет граничит с Деревнянским и Литвенским сельсоветами на востоке, на севере — с Ивенецким сельсоветом Воложинского района и Бакштовским сельсоветом Ивьевского района Гродненской области. На западе проходит административная граница с Любчанским сельсоветом Новогрудского района и Турецким сельсоветом Кореличского района. Расстояние от административного центра сельсовета до районного центра составляет 43 километра.
Территория Налибокщины расположена в пределах в основном Столбцовской равнины и частично Минской возвышенности, средняя высота над уровнем моря составляет 100-150 м. Через территорию сельсовета протекает река река Уса со множеством своих лесных притоков — реками Блюшка, Каменка, Фербина, Лебежода и другими. На территории Налибокского сельсовета, на административной границе с Гродненской областью расположено озеро Кромань — крупнейшее в районе. Абсолютное большинство территории покрыто лесом (свыше 85 %), а именно занято Налибокской пущей.
В 2005 году создан Налибокский республиканский ландшафтный заказник. Лесничествами ведётся большая работа по сохранению и приумножению растительного и животного мира. В результате в заказнике появились такие редкие виды животных как европейская рысь, зубр, редкая птица чёрный аист. В растительном мире появились такие редкие растения как чечевица, сон-трава.

## История
Территория современного сельсовета в период с 1795 по 1922 годы входила в состав Налибокской волости Ошмянского уезда Виленской губернии Российской империи.
Сельсовет был образован 12 октября 1940 года в составе Ивенецкого района Барановичской области Белорусской ССР, после освободительного похода Красной Армии и воссоединения Западной Белоруссии и БССР. С 8 января 1954 года находился в составе Молодеченской области. 16 июля 1954 года сельсовет был упразднён, а территория вошла в состав новообразованного Прудского сельсовета, который 8 июня 1963 переименован в Налибокский сельсовет, центр сельсовета перенесен в деревню Налибоки. В 1977 году упразднён хутор Сутоки, в 1980 году — хутор Тарасово.
До создания сельсовета, в 1921—1939 годах на территории сельсовета существовала сельская гмина Налибоки. Изначально гмина входила в состав Ошмянского повята. 12 декабря 1920 года она была присоединен к недавно созданному Воложинскому повяту, который находился находился в подчинении Управления прифронтовых и этапных территорий II Речи Посполитой. 19 февраля 1921 года вместе со всем повятом, стал составной частью Новогрудского воеводства. 1 октября 1930 года гмина была передана в состав Столпецкого повята этого же воеводства. 1 декабря 1933 года часть территории гмины Налибоки была включена в состав гмины Щорсы.
С 27 июня 1941 года по 2 июля 1944 года территория сельсовета была оккупирован немецко-фашистскими захватчиками. Административно территория сельсовета оккупационными властями была отнесена к крайсгебиту Барановичи генерального округа Белорутения рейхскомиссариата Остланд. В годы оккупации на территории сельсовета, в Налибокской пуще действовал еврейский партизанский отряд Бельских, 8 мая 1943 года при невыясненных обстоятельствах произошло массовое убийство жителей деревни Налибоки. В годы войны здесь, а точнее в деревне Рудня-Налибокская, был создан первый отряд Армии Краёвой. Свой первый бой они приняли около деревни Петриловичи. Потом был разгром немецкого гарнизона в Ивенце. Когда в 1944 году в Варшаве вспыхнуло восстание, бойцы Налибокской группы Армии Краёвой маршем пошли на помощь. На территории сельсовета находились четыре партизанские бригады, также Барановичский обком партии. Но в 1943 году против партизан были брошены большие силы немецкого вермахта и началась блокада. Все деревни, за исключением деревни Пильница, были сожжены карателями. Людей, кого расстреляли, а кого вывезли в Германию, Австрию. И по сегодняшний день очень многие уроженцы Налибок живут в США, Канаде, Австралии, Германии. После войны многие возвратились назад и начали отстраивать деревни.

## Состав сельсовета
| №   | Название          | (бел. )           | Статус      | Население (2013) |
| --- | ----------------- | ----------------- | ----------- | ---------------- |
| 1.  | Борисовка         | Барысаўка         | хутор       | → 0              |
| 2.  | Войниловщина      | Вайнілаўшчына     | деревня     | ↘ 2              |
| 3.  | Каменка           | Каменка           | деревня     | ↗ 92             |
| 4.  | Клетище           | Кляцішча          | деревня     | ↘ 194            |
| 5.  | Кречеты           | Крачаты           | деревня     | ↘ 2              |
| 6.  | Кромань           | Крамань           | хутор       | → 1              |
| 7.  | Лежанец           | Ляжанец           | хутор       | ↗ 5              |
| 8.  | Налибоки          | Налібакі          | агрогородок | ↘ 497            |
| 9.  | Нестеровичи       | Несцеравічы       | деревня     | ↘ 32             |
| 10. | Пильница          | Пільніца          | деревня     | ↘ 45             |
| 11. | Прудище           | Прудзішча         | хутор       | ↘ 0              |
| 12. | Пруды             | Пруды             | деревня     | ↘ 190            |
| 13. | Рудня-Налибокская | Рудня Налібацкая  | деревня     | ↗ 4              |
| 14. | Рудня-Пильнянская | Рудня Пільнянская | деревня     | ↗ 28             |
| 15. | Телехи            | Целяхі            | деревня     | ↘ 44             |
| 16. | Теребейное        | Церабейнае        | деревня     | ↘ 88             |
| 17. | Уса               | Уса               | хутор       | ↗ 7              |

## Население
| Национальный состав населения (на 2009 год) | Национальный состав населения (на 2009 год) | Национальный состав населения (на 2009 год) | Национальный состав населения (на 2009 год) | Национальный состав населения (на 2009 год) |
| Национальность (чел.)                       |                                             |                                             | %                                           |                                             |
| ------------------------------------------- | ------------------------------------------- | ------------------------------------------- | ------------------------------------------- | ------------------------------------------- |
| поляки — 860 чел.                           |                                             |                                             | 65.95 %                                     |                                             |
| белорусы — 405 чел.                         |                                             |                                             | 31.06 %                                     |                                             |
| русские — 30 чел.                           |                                             |                                             | 2.30 %                                      |                                             |
| украинцы — 3 чел.                           |                                             |                                             | 0.23 %                                      |                                             |
| другие — 60 чел.                            |                                             |                                             | 4.60 %                                      |                                             |
| всего — 1 304 чел.                          |                                             |                                             | 100.0 %                                     |                                             |

По состоянию на 2019 год численность населения Налибокского сельсовета составила 1020 человек, в том числе моложе трудоспособного возраста — 89 человек (8,73 %), трудоспособного возраста — 507 человек (49,7 %), старше трудоспособного — 424 человек (41,57 %). В 17 населённых пунктах насчитывается 539 придомовых хозяйств. Количество жителей сельсовета постоянно сокращается, из-за преобладания смертности над рождаемостью и из-за оттока населения в города. В Налибокском сельсовете проживают 2,61 % жителей Столбцовского района.
Примечательно то, что в сельсовете преобладает польское населения, составляющее более 65 % жителей, также согласно данным переписи населения 2009 года разговорным языком является белорусский, который языком домашнего общения был назван более чем 90 % населения.
| Численность населения (по годам) | Численность населения (по годам) | Численность населения (по годам) | Численность населения (по годам) |
| 2004                             | 2009                             | 2013                             | 2019                             |
| -------------------------------- | -------------------------------- | -------------------------------- | -------------------------------- |
| 1654                             | ↘1304                            | ↘1231                            | ↘1024                            |

## Экономика
Сельскохозяйственные предприятия
- ОАО «Налибоки Агро»;
- ООО «Сельскохозяйственный животноводческий комплекс» Налибоки»;
- КФХ «Годыль»;
- КФХ «Димино»[9]

Хозяйствующие субъекты
- Налибокское лесничество;
- Прудское лесничество;
- Клетищенское лесничество;
- Лесопункт Пруды